# Docking (Chemie)
Molekulares Docking (kurz Docking, dt.: Ankuppeln, Einpassen) ist ein bioinformatisches/chemoinformatisches Verfahren, mit dem der Bindungsmodus und idealerweise auch die Bindungsenergie zweier aneinanderbindender Biomoleküle vorhergesagt wird. Docking wird typischerweise in der molekularbiologischen und der pharmazeutischen Forschung eingesetzt. Ein Hauptanwendungsgebiet ist die Suche nach Wirkstoffkandidaten für ein pharmazeutisch relevantes Problem, wie z. B. auch das Erforschen der Bindungsaffinität antiviraler Medikamente bzw. Arzneidrogen. Mit Hilfe von Dockingmethoden können große Substanzmengen virtuell auf Bindung an ein Zielmolekül getestet werden. Diese in silico Bindungsstudien sind deutlich schneller und kostengünstiger als vergleichbare Verfahren im Nasslabor, jedoch in aller Regel von spürbar geringerer Genauigkeit. 
Die Vorhersage findet auf Basis der bereits bekannten chemischen und räumlichen Struktur der beiden Ausgangsmoleküle statt. Die Struktur und die frei werdende Bindungsenergie des Komplexes, der aus den beiden Molekülen gebildet wird, ist vor der Berechnung unbekannt. Als Lösung erhält man eine möglichst gute Näherung der Komplexstruktur und je nach Methode auch eine Abschätzung der Bindungsenergie des Komplexes. 
Die beteiligten Moleküle sind in der Regel hochkomplex, weswegen eine A-priori-Berechnung des gebundenen Zustandes derzeit aufgrund der dafür notwendigen enormen Rechenkapazitäten nicht möglich ist. Daher verwenden alle relevanten Algorithmen starke bis sehr starke Näherungen der zugrundeliegenden Physik bzw. Chemie, um eine gute Abschätzung des Bindungsmodus zu berechnen. 
Es gibt verschiedene Ansätze, um die Komplexität des Problems im Zaum zu halten. Der einfachste strukturelle Ansatz ist das starre Docking, das auf der vereinfachenden Annahme aufbaut, dass sich die beteiligten Moleküle während des Bindungsvorgangs räumlich nicht verändern. Weiterhin gibt es Ansätze, die einen der Bindungspartner starr halten, während der zweite (teil-)flexibel modelliert wird. Letzteres findet häufig beim Ligandendocking Anwendung, da hier kleine, wirkstoffähnliche Moleküle betrachtet werden, deren vergleichsweise geringe räumliche Komplexität eine flexible Betrachtung handhabbar macht. 
Da es sich um dreidimensionale Objekte handelt, ist die gegenseitige Positionierung und Orientierung der Moleküle im gebundenen Zustand, d. h. im Zustand der geringsten Energie, von Interesse. Zusätzlich können die Moleküle selbst beim Prozess Änderungen in ihrer Konformation erfahren. Die Parameter dieses unbekannten Endzustands könnten zwar auch experimentell bestimmt werden, dies ist jedoch zu aufwändig; daher werden computergestützte Methoden verwendet, um die virtuelle Räumlichkeit des biochemischen Komplexes zu berechnen und dabei realen Verhältnissen möglichst nahezukommen.
Docking unterteilt sich je nach Art der Bindungspartner in die Untergebiete
- Protein-Protein Docking,
- Protein-Ligand Docking und
- Docking von DNA bzw. RNA.

Diese Unterteilung ist notwendig, da die Eigenschaften der jeweils am Komplex beteiligten Bindungspartner die Verwendung spezieller Algorithmen verlangen.